# Граф дуг кола

Граф дуг кола (ліворуч) і відповідна модель дуг (праворуч).

У теорії графів графом дуг кола називають граф перетинів множини дуг кола. Граф має одну вершину для кожної дуги кола і ребро між двома вершинами, якщо відповідні дуги перетинаються.
Формально, нехай
{\displaystyle I_{1},I_{2},\ldots ,I_{n}\subset C_{1}}
— множина дуг. Тоді відповідний їм граф дуг кола — це G = (V, E), де
{\displaystyle V=\{I_{1},I_{2},\ldots ,I_{n}\}}
і
{\displaystyle \{I_{\alpha },I_{\beta }\}\in E\iff I_{\alpha }\cap I_{\beta }\neq \varnothing .}
Сімейство дуг, відповідне графу G, називають дугового моделлю.

## Розпізнавання
Тукер знайшов перший поліноміальний алгоритм розпізнавання для графів дуг кола, що працює за час {\displaystyle {\mathcal {O}}(n^{3})}. Пізніше Макконнел знайшов перший лінійний алгоритм розпізнавання за час {\displaystyle ({\mathcal {O}}(n+m))}.

## Зв'язок з іншими класами графів
Графи дуг кола є природним узагальненням інтервальних графів. Якщо граф дуг кола G має дугову модель, що не покриває деяких точок кола, коло можна розірвати в такій точці і випростати у відрізок, що дає інтервальне подання. Однак, на відміну від інтервальних графів, графи дуг кола не завжди досконалі, оскільки непарні цикли без хорд C5, C7 тощо є графами дуг кола.

## Деякі підкласи
Нижче нехай {\displaystyle G=(V,E)} — довільний граф.

### Графи одиничних дуг кола
{\displaystyle G} є графом одиничних дуг кола, якщо існує дугова модель, у якій всі дуги мають однакову довжину.

### Правильні графи дуг кола
{\displaystyle G} є правильним графом дуг кола  (або цикловим інтервальним графом), якщо існує відповідна дугова модель, у якій жодна дуга не містить повністю іншої. Розпізнати такий граф і побудувати правильну дугову модель можна за лінійний час {\displaystyle ({\mathcal {O}}(n+m))}.

### Циркулярні графи дуг Геллі
{\displaystyle G} є циркулярним графом дуг Геллі, якщо існує відповідна дугова модель така, що дуги утворюють сімейство Геллі. Гаврил дає опис цього класу, з якого випливає алгоритм розпізнавання за час {\displaystyle {{\mathcal {O}}(n^{3})}}.
Йоріс і співавтори дають інші характеристики (зокрема, перелік заборонених породжених підграфів) цього класу, звідки випливає алгоритм розпізнавання, що працює за час O(n+m). Якщо вхідний граф не є циркулярним графом дуг Геллі, то алгоритм повертає підтвердження цього факту у вигляді забороненого породженого підграфа. Вони дали також алгоритм визначення, чи утворює дана циркулярна дугова модель сімейство Геллі, за час O(n).

## Застосування
Циркулярні графи дуг корисні в моделюванні задач періодичного розподілу ресурсів у дослідженні операцій. Кожен інтервал подає запит на певний період, повторюваний у часі.